# Carreras de éxitos
Carreras de éxitos es el segundo álbum de estudio de la banda chilena Electrodomésticos, lanzado en formato Casete en 1987.
El álbum contiene la canción El frío misterio, que con los años se ha convertido en un clásico de la banda. Además incluye otras canciones relevantes de la banda, como Señores pasajeros y Envolibia.

## Lista de canciones
Toda la música compuesta por Carlos Cabezas Rocuant. 
| Lado A |                     |          |  |
| N.º    | Título              | Duración |  |
| 1.     | «La vida fina»      | 4:12     |  |
| 2.     | «Señores pasajeros» | 4:14     |  |
| 3.     | «Ligerezza»         | 5:45     |  |
| 4.     | «El frío misterio»  | 5:07     |  |
| 19:16  |                     |          |  |

| Lado B |                   |          |  |
| N.º    | Título            | Duración |  |
| 5.     | «Instituto Men's» | 3:39     |  |
| 6.     | «Como dijo»       | 3:59     |  |
| 7.     | «Envolibia»       | 5:49     |  |
| 8.     | «Chapsui»         | 6:41     |  |
| 19:24  |                   |          |  |

## Créditos
- Carlos Cabezas Rocuant: guitarras, voz y batería
- Silvio Paredes: bajo, cintas
- Ernesto Medina: guitarras, cintas
- Michel Durot: trompeta